# Marathon van Seoel 2015
De marathon van Seoel 2015 werd gelopen op zondag 15 maart 2015. Het was de 71e editie van deze marathon.
Wilson Loyanai uit Kenia won de wedstrijd bij de mannen met een tijd van 2:06.11. Bij de vrouwen finishte de Ethiopische Guteni Shone als eerste in 2:26.22.
De eerste man en eerste vrouw wonnen respectievelijk $ 100.000 en $ 45.000 aan prijzengeld.

## Uitslagen

### Mannen
| rang   | naam                 | land | tijd    |
| ------ | -------------------- | ---- | ------- |
| Goud   | Wilson Loyanai       | KEN  | 2:06.11 |
| Zilver | Felix Kiprotich      | KEN  | 2:06.59 |
| Brons  | Jacob Chepleting     | KEN  | 2:07.47 |
| 4      | Dadi Gemeda          | ETH  | 2:08.05 |
| 5      | Abreham Cherkos      | ETH  | 2:08.14 |
| 6      | Yacob Jarso          | ETH  | 2:09.38 |
| 7      | Eliud Kiptanui       | KEN  | 2:10.11 |
| 8      | Samuel Kigen         | KEN  | 2:10.36 |
| 9      | Berhanu Shiferaw     | ETH  | 2:11.01 |
| 10     | Tadesse Abraham      | SUI  | 2:11.37 |
| 11     | Mathew Kemboi        | KEN  | 2:12.00 |
| 12     | Victor Wachira       | KEN  | 2:12.46 |
| 13     | Philip Sanga         | KEN  | 2:13.03 |
| 14     | Seung-Yeop Yoo       | KOR  | 2:13.10 |
| 15     | Jeong-Seob Shim      | KOR  | 2:13.28 |
| 16     | Yuki Kawauchi        | JPN  | 2:13.33 |
| 17     | Aissa-Ismail Rasheed | QAT  | 2:14.06 |
| 18     | Young-Jin Kim        | KOR  | 2:14.09 |
| 19     | Chi-Ung Yu           | KOR  | 2:15.37 |
| 20     | Sung-Ha Kim          | KOR  | 2:16.02 |
| 21     | Hyun-Soo Shin        | KOR  | 2:16.51 |
| 22     | Byeong-Soo Choi      | KOR  | 2:16.53 |
| 23     | Daniel Irungu        | KEN  | 2:17.15 |
| 24     | Akihiro Hirai        | JPN  | 2:17.18 |
| 25     | Young-Wook Lee       | KOR  | 2:17.53 |

### Vrouwen
| rang   | naam            | land | tijd    |
| ------ | --------------- | ---- | ------- |
| Goud   | Guteni Shone    | ETH  | 2:26.22 |
| Zilver | Seong-Eun Kim   | KOR  | 2:28.20 |
| Brons  | Xue-Qin Wang    | CHN  | 2:28.39 |
| 4      | Chao Yue        | CHN  | 2:29.26 |
| 5      | Chaltu Chimdesa | ETH  | 2:30.28 |
| 6      | Megumi Amako    | JPN  | 2:34.28 |
| 7      | Ji-Eun Kim      | KOR  | 2:34.41 |
| 8      | Megeretu Geletu | ETH  | 2:34.52 |
| 9      | Sook-Jeong Lee  | KOR  | 2:35.25 |
| 10     | Eun-Ha Lim      | KOR  | 2:35.41 |
| 11     | Seul-Ki Ahn     | KOR  | 2:36.14 |
| 12     | Kaori Yoshida   | JPN  | 2:37.37 |
| 13     | Hae-Yun Lee     | KOR  | 2:43.09 |
| 14     | Ko-Eun Park     | KOR  | 2:47.55 |
| 15     | Soo-Hee Lee     | KOR  | 2:48.47 |

1964 ·
1965 ·
1966 ·
1967 ·
1968 ·
1969 ·
1970 ·
1971 ·
1972 ·
1973 ·
1974 ·
1975 ·
1976 ·
1977 ·
1978 ·
1979 ·
1980 ·
1981 ·
1982 ·
1983 ·
1984 ·
1985 ·
1986 ·
1987 ·
1988 ·
1989 ·
1990 ·
1991 ·
1992 ·
1993 ·
1994 ·
1995 ·
1996 ·
1997 ·
1998 ·
1999 ·
2000 ·
2001 ·
2002 ·
2003 ·
2004 ·
2005 ·
2006 ·
2007 ·
2008 ·
2009 ·
2010 ·
2011 · 
2012 · 
2013 · 
2014 · 
2015 · 
2016 ·  
2017